# Claude Piegts
Claude Piegts, né le 1er janvier 1934 à Castiglione (actuelle Bou Ismaïl) en Algérie et fusillé le 7 juin 1962 au fort du Trou-d'Enfer (Marly-le-Roi, alors en Seine-et-Oise), est un Français pied-noir. Engagé dans les commandos Delta de l’OAS dirigés par Roger Degueldre, il est reconnu coupable d'avoir préparé et participé à l'assassinat de Roger Gavoury, commissaire de police à Alger, ce qui lui vaudra d'être condamné à mort et exécuté à l'âge de 28 ans.

## Biographie
Claude Piegts est un ami d'enfance de Pierre Lagaillarde. Agent d'assurances à Alger, il s'engage dans les commandos Delta de l'OAS sous les ordres du lieutenant Roger Degueldre pendant la guerre d'Algérie, et collecte des fonds pour l'organisation. En 1962, il est condamné à sept ans de détention criminelle pour une opération de « racket » contre un habitant de San Remo, ville où il s'est installé afin d'échapper aux recherches françaises. Par la suite, il est jugé avec Albert Dovecar, Claude Tenne et Karl Pietri pour l'assassinat, le 31 mai 1961, du commissaire central d'Alger, Roger Gavoury,,,.
Reconnu coupable, il est condamné à mort le 30 mars 1962. Il est fusillé au fort du Trou-d'Enfer à Marly-le-Roi, le 7 juin 1962 en même temps qu'Albert Dovecar. D'abord inhumé au cimetière parisien de Thiais, Claude Piegts repose depuis le 7 juillet 1962 dans le cimetière du Touvet en Isère (France),.